# タワナアンナ
タワナアンナ（Tawananna）は、古代オリエントに存在したヒッタイト王国（帝国）の后妃の称号。
ヒッタイト王国を建国し、紀元前1680年から1650年頃に統治したラバルナ1世の妃タワナアンナの名がそのまま第一后妃の称号となったものである。
タワナアンナは妃の称号ではあるが、既に独立した身分で、夫である王が亡くなり皇太后になってから後も、そのタワナアンナが生きているうちにはタワナアンナの交代はなく、死ぬまでの身分として保障される。よって、王が交代をしても生きている限り、次の王の妃はタワナアンナの称号・身分を手にすることはできないものとされていたらしく、例外はほとんどなかった。

## ヒッタイトの歴代后妃

### 古王国
- タワナアンナ（ハンガリー語版）（Tawan-nanna） - ラバルナ1世の妃
- カッドゥシ - ハットゥシリ1世の妃
- カリ（ハンガリー語版）（Kali） - ムルシリ1世の妃
- ハラプシリ1世（ハンガリー語版）[1]（Ḫarap-šili） - ハンティリ1世の妃
- ハンティリ1世の娘（(...)-szaltasz） - ツィダンタ1世の妃
- (...)-tavanna - アンムナの妃
- イシュタプアリヤ（ハンガリー語版）（Ištap-Ariya） - テリピヌの妃。フッツィヤ1世が兄。フッツィヤ1世の姪はハラプシリ（Harap-šeki）。

### 中王国
- ハラプシリ2世（ハンガリー語版）[2]（Ḫarap-šili） - アルワムナの妃
- ヤヤ（Yaya） - ツィダンタ2世の妃
- シュムミリ（Šummiri） - フッツィヤ2世の妃

### 新王国
- ニカルマティ（英語版）（Nikal-mati） - トゥドハリヤ1世の妃
- アシュムニカル（英語版）（Ašmu-nikal） - アルヌワンダ1世の妃
- ダドゥヘパ（ドイツ語版）（Dadu-Ḫepa） - シュッピルリウマ1世の妃
- ヒンティ（ドイツ語版）（Hinti） - シュッピルリウマ1世の妃
- マルニガル（ドイツ語版）（Mal-Nigal） - シュッピルリウマ1世の妃
- ガシュラウィヤ（英語版）（Gašula-Wiyaaš） - ムルシリ2世の妃
- ダヌヘパ（ドイツ語版）（Danu-Ḫepa） - ムルシリ2世の妃。後に、ムワタリの妃
- プドゥヘパ（Pudu-Ḫepa） - ハットゥシリ3世の妃